# Molophilus wilto
Molophilus wilto là một loài ruồi trong họ Limoniidae. Chúng phân bố ở miền Australasia.